# Mouna Noureddine
Mouna Noureddine (tiếng Ả Rập: منى نور الدين, sinh ra Saadia Oueslati, ngày 23 tháng 1 năm 1939 tại Tunis), là một nữ diễn viên người Tunisia.
Bút danh của Mouna Noureddine được đề xuất bởi Mohamed Hedi Remnissi, một nghệ sĩ làm việc trong nhà hát của Bizerte.

## Tiểu sử

### Cuộc sống ban đầu
Mouna Noureddine học tại trường tiểu học của các cô gái Hồi giáo ở Hammam-Lif. Trong thời gian này, cô là thành viên của một đoàn kịch địa phương tên là "Ennahdha ettamthilia" (sự trỗi dậy của học sinh). Cô có bằng vào năm 1952 và đăng ký vào trường đại học giáo viên Tunis. Hai năm sau, cô chuyển sang trường sân khấu Ả Rập Tunis.
Năm mười lăm tuổi, Mouna, khi còn là một học sinh, gặp nhau trong các buổi diễn tập The merchant of Venice của William Shakespeare, diễn viên hài trẻ Noureddine Kasbaoui mà cô kết hôn sau đó. Mouna Noureddine đã sinh được hai trai và bốn gái  Năm 1954, cô làm việc trong đoàn kịch nhà hát Ả Rập do đạo diễn Ai Cập Zeki Touleïmat đạo diễn. 

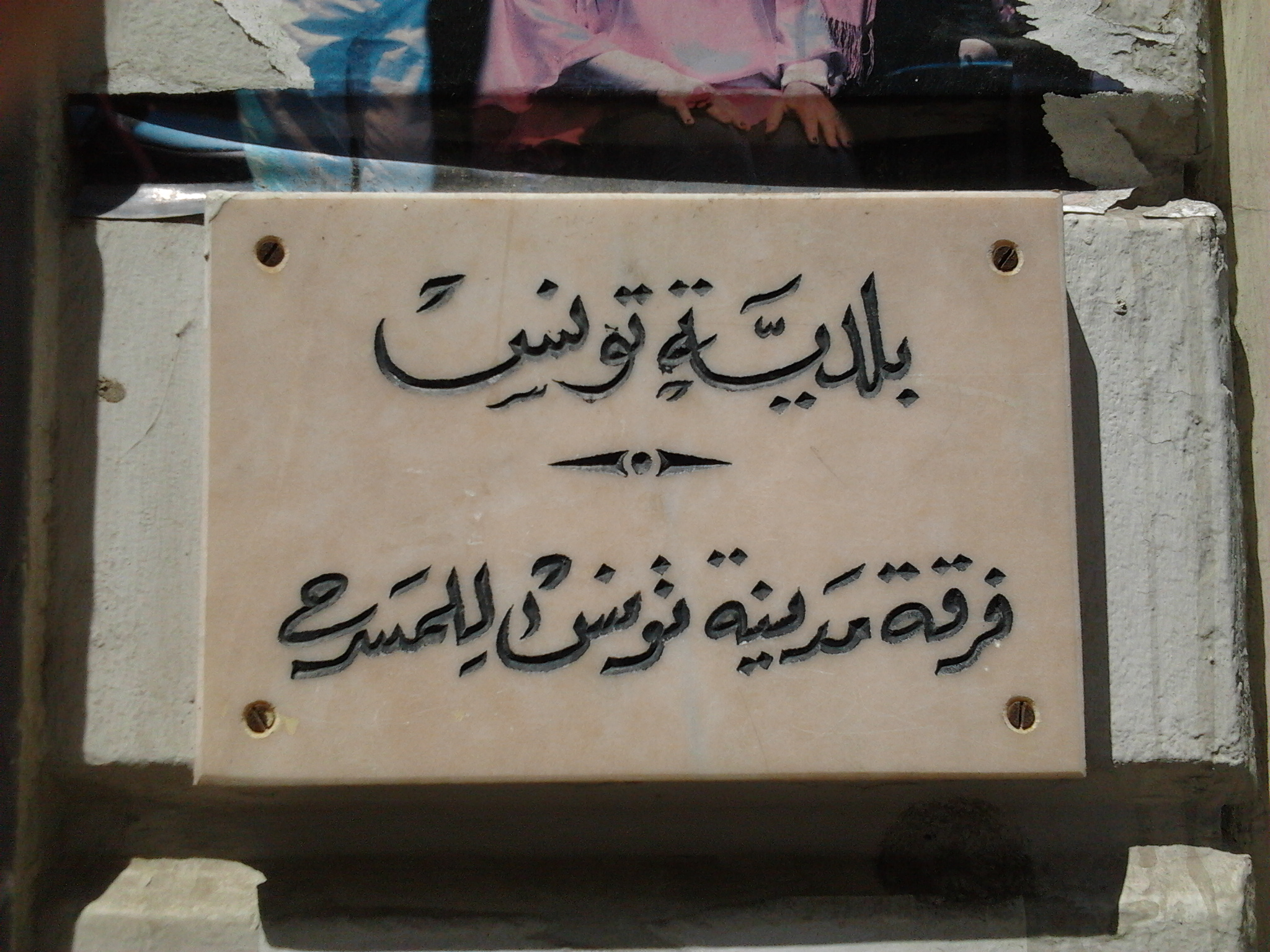
Thành phố của đoàn kịch Tunis ký

Một năm sau, Mohamed Agrebi, giám đốc đoàn kịch thành phố Tunis, chọn cô gia nhập đội của anh, và đến lúc cô trở thành người được chọn cho vai chính trong hầu hết các vở kịch.

## Nghề nghiệp: sân khấu, điện ảnh và truyền hình
Nữ diễn viên đã đóng khoảng 150 vở kịch, một phần do Aly Ben Ayed đạo diễn:
- Abderrahmane Ennaceur
- Ahl el berak
- Ahl el kahf
- Al Hallaj
- Antigone
- Achane ya sabaya
- Beït Bernard alba
- Caligula
- Elloghz
- Ghira Tedhraf échira
- Xóm
- Marshall
- Những người phụ nữ thành Troy
- Leila đàn ông yêu tinh lila
- Danh từ Leila
- Mourad III
- Ors Eddam
- Sakr Kouraich
- Yerma

Trong điện ảnh, cô đóng rất nhiều phim của Tunisia bao gồm Khlifa le tineux, Sejnane, Fatma 75, Aziza, Et ngày mai...?, The Man of Ashes hay The Season of Men. Mỗi cách giải thích của ông, ở Tunisia cũng như ở Maghreb và ở Châu Âu, đều khiến ông được công nhận, khen ngợi từ giới phê bình và đánh giá cao của công chúng. Cô chơi trong đoàn kịch của thành phố Tunis tại Théâtre de la Ville, tại Théâtre Récamier, tại Théâtre de l'Odéon, tại Lễ hội Beethoven, ở Iran và thậm chí ở Ai Cập. Trên truyền hình, cô tham gia một số bộ phim truyền hình bao gồm El Khottab Al Bab, Mnamet Aroussia, Choufli Hal và Nsibti Laaziza, tất cả đều là tác phẩm của Slaheddine Essid. Sau nửa thế kỷ hoạt động, song song với vai trò giám đốc đoàn kịch của thành phố Tunis từ năm 2002 - lần đầu tiên kể từ khi thành lập công ty này - bà vẫn tiếp tục tham gia các vở kịch của Tunisia và quốc tế.

## Phần thưởng
Trong toàn bộ sự nghiệp của mình, năm 1985, bà đã nhận được Giải thưởng Danh dự của Bộ Văn hóa. Cô cũng đã nhiều lần được vinh danh trong nhiều liên hoan sân khấu ở Tunisia và nước ngoài.

## Đồ trang trí
- Chỉ huy Huân chương Cộng hòa Tunisia (2006)2;
- Đại sĩ quan Huân chương Công trạng Tunisia (2001)3.

## Quay phim

### Rạp chiếu phim

#### Phim truyện
- 1958 : Goha của Jacques Baratier với Omar Sharif và Claudia Cardinale
- 1969 : Khlifa keo kiệt của Hamouda Ben Halima
- 1971 : Và ngày mai...? của Brahim Babaï
- 1972 : Au pays du Tararanni (Ở vùng đất Tararanni) của Hamouda Ben Halima, Hedi Ben Khalifa và Férid Boughedir
- 1974 : Sejnane của Abdellatif Ben Ammar
- 1975 :
  - Fatma 75 của Salma Baccar
  - Ragol Bima'n Al-Kalima (Một người đàn ông nam tính) của Nader Galal (Tiếng Anh)
- 1976 : Echebka, Rayha Wayn (đính hôn sẽ đi đâu?) của Ghouti Bendeddouche
- 1980 : Aziza của Abdellatif Ben Ammar
- 1982 :
  - Bóng của Trái đất của Taïeb Louhichi
  - Bản ballad của Mamelouk của Abdulhafidh Bouassida : Fatma
  - Maazoufet El Matar (Bài hát mưa) của Abdellah Rezzoug (tiếng Anh)
- 1986 :
  - Người đàn ông tro tàn của Nouri Bouzid : Nefissa
  - Sabra Walwuhush (Sabra và những con quái vật) của Habib Mselmani
- 1988 : Dấu vết của (Bầu trời) (ar) của Néjia Ben Mabrouk
- 1989 :
  - Kẻ man rợ của Mireille Darc
  - Layla, lý do của tôi (ar) bởi Taïeb Louhichi
- 1990 : Trái tim du mục của Fitouri Belhiba
- 1992 :
  - Quốc vương của Medina của Moncef Dhouib
  - Les Zazos de la mơ hồ của Mohamed Ali Okbi
- 1994 : Ngọn gió định mệnh của Ahmed Djemai
- 1996 :
  - A Mùa hè ở La Goulette của Férid Boughdir
  - Mật ong và tro tàn của Nadia Fares Anliker
- 1997 : Keswa (sợi dây bị mất) (ht) của Kelthoum Bornaz : người mẹ
- 2000 : Mùa của đàn ông của Moufida Tlatli : mẫu hệ
- 2015 : Giới hạn của bầu trời (ar) của Fares Naanaa
- 2018 : Hãy nhìn tôi của Nejib Belkadhi

#### Phim ngắn
- 1973 : Azziara (Chuyến thăm) của Hédi Ben Khalifa
- 2010 : Làn Sóng của Mohamed Ben Attia

### Truyền hình

#### Loạt phim Tunisia
- 1988 : Ib7ath m3ana (Kiểm tra với chúng tôi) của Abderrazak Hammami (tập Nhật thực của Trái đất) : Aziza
- 1992 : Liyam Kif Errih (Ngày như gió) của Slaheddine Essid : Jalila
- 1994 :
  - Ghada của Mohamed Hadj Slimane, Khaled Mansour, Habib Jemni và Nabil Bessaida (khách mời danh dự)
  - Amwej (Sóng) của Slaheddine Essid : Fatma
- 1995 :
  - Habbouni wedalalt (Tôi là đứa nhóc hư hỏng của gia đình) của Slaheddine Essid : Habiba
  - Những ngày bình thường của Habib Mselmani : Wahida
- 1995 và 2000 : Edhak Ledonia (Hãy luôn giữ nụ cười của bạn. Đó là cách tôi giải thích cuộc sống trường thọ của mình) bởi Abderrazak Hammami và Tahar Fazaa: Hayet
- 1996-1997 : El Khottab Al Bab (Những kẻ cầu hôn trước cửa) của Slaheddine Essid, Ali Louati và Moncef Baldi : Mannana
- 1997 :
  - Bab El Khokha (Cánh cửa Đào) của Abdeljabbar Bhouri và Nabil Bessaida : Douja
  - Tej min chouk (A Vương miện gai) của Chawki Mejri và Rached Koukech : mẹ nữ hoàng (khách mời danh dự)
- 1999 : Anbar Ellil (Cestrum Nocturnum) của Habib Mselmani và Ahmed Rjeb : Mannoubiya
- 2000 :
  - Mật ong và cây trúc đào của Ibrahim Letaief : Aroussia
  - Mnamet Aroussia (Aroussia's Giấc mơ) của Slaheddine Essid : Aroussia Hannafi
- 2002 : Gamret Sidi Mahrous (Mặt trăng của Master Mahrus) bởi Slaheddine Essid : Mamiya
- 2003 : Khota Fawka Assahab (Bước trên Mây) của Abdellatif Ben Ammar và Mohamed Mongi Ben Tara : Khadija
- 2005 : Chara Al Hobb (Luật của Tình yêu) của Hamadi Arafa : Sallouha
- 2005-2009 : Choufli Hal (Tìm cho tôi một giải pháp) của Slaheddine Essid và Abdelkader Jerbi : Fadhila
- 2010-2018 : Nsibti Laaziza (Mẹ chồng yêu dấu của tôi) của Slaheddine Essid và Younes Ferhi : Fatma Gavayess bí danh Ftaïma
- 2012 : Dar Louzir (Ngôi nhà của Bộ trưởng) của Slaheddine Essid và Sami Mezni : Frida
- 2015 : Lilet Chak (Đêm nghi ngờ) của Majdi Smiri và Jamil Najjar : Fatma bí danh Fattoum
- 2019 : Dar Nana (Ngôi nhà của Nana) của Mohamed Ali Mihoub và được viết bởi Younes Ferhi : Jawida
- 2022 :
  - Harga (ar) (Nhập cư bất hợp pháp) (phần 2) của Lassaad Oueslati và Jouda Méjri : Zina
  - Hab Mlouk của Nasreddine Shili : Frida

#### Phim nước ngoài
- 1981 : Arcole hay miền đất hứa của Marcel Moussy
- 1999 : Il commissario Montalbano (tập Il ladro di merendine) (Commisioner Mantalbano : Tập "The Snack Theif") của Andrea Camilleri : Aisha

#### Phim truyền hình
- 1987 : Un bambino di nome Gesù (Ý) (A Child Named Jesus) của Franco Rossi
- 1990 : La Goutte d'or (Giọt Vàng) của Marcel Bluwal
- 1993 : Les Yeux de Cécile (Đôi mắt của Cécile) của Jean-Pierre Denis
- 1994 : Tödliche Bienstreise (Chuyến công tác chết người) của Driss Chraïbi và Ray Müller
- 1995 : Con cừu đen (The Black Sheep) của Francis de Gueltzl, với Hend Sabri
- 2009 : Choufli Hal của Abdelkader Jerbi

## Video
- 2018 : vị trí quảng cáo cho thương hiệu bột cà chua Abida của Tunisia

## Rạp hát
- 1954 :  Mille et une nuit (Nghìn lẻ một đêm), do Abderrazek Hammami và Abdelmajid Belakhel đạo diễn, Mahfoudh Abderrahman viết kịch bản và Noureddine Kasbaoui chuyển thể cho rạp hát
- 1956 : The Merchant of Venice do Zaki Toulimat đạo diễn, William Shakespeare viết kịch bản
- 1956 : La Jalousie vous Rend Fou (Ghen tuông khiến bạn phát điên) do Zaki Toulimat đạo diễn và Hedi Abidi viết kịch bản
- 1959: Hamlet do Aly Ben Ayed và Abdelmajid Belakhal đạo diễn và William Shakespeare viết kịch bản
- 1960 : Layla and Majnun do Hassan Zmerly đạo diễn và Groupe Médina de Tunis sản xuất
- 1964 : People of the Cave do Aly Ben Ayed đạo diễn và Tawfiq al-Hakim viết kịch bản
- 1966 : Yarma
- 1966 : Mourad III do Aly Ben Ayed đạo diễn và Tawfiq al-Hakim viết kịch bản
- 1967-1986 : The Marshal do Abderrazek Hammami và Aly Ben Ayed đạo diễn, Noureddine Kasbaoui viết kịch bản : La Maréchale Douja
- 1971 : Tám Phụ Nữ
- 1975 : Atshan Ya Sabaya (Tôi khát, các cô gái) do Moncef Souissi đạo diễn, Samir Ayadi viết kịch bản, với sự tham gia của Khadija Souissi, Issa Harrath, Slim Mahfoudh, Halima Daoued, Aziza Boulabiar, Ahmed Mouaouia và Hedi Zoghlami
- 1988 : Dam El Far7 (May The Happiness Remain), được viết và chỉ đạo bởi Abdelaziz Meherzi và với sự tham gia của Hamadi Arafa
- 2005-2006 : The Marshal (Phiên bản thứ hai)
- 2015 : Dahlamouni 7abaybi (Tôi đã trở thành nạn nhân), được viết và dưới sự chỉ đạo của Abdelaziz Meherzi
- Caligula
- Abd al-Rahman III đạo diễn Abdelaziz Agrebi
- Con đại bàng của Quraysh.
- Bayt Birnard Alba do Aly Ben Ayed đạo diễn và Frederico García Lorca viết kịch bản
- Klaa Maber do Abderrazek Hammami đạo diễn với sự tham gia của Monia Ouertani, Rim Zribi, Cherif Abidi, Slim Mahfoudh và Aziza Boulabiar
- Mansur al-Hallaj do Moncef Souissi, Said Slimane đạo diễn và Ezzedine Madani viết kịch bản
- Trích tác phẩm của Shakespeare